# Viticoltura in Svizzera

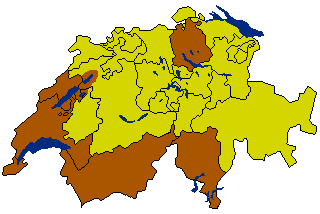
In marrone le principali regioni vinicole della Svizzera

La viticoltura in Svizzera, pur essendo relativamente piccola e con una superficie vitata limitata, vanta una tradizione vinicola che risale a secoli fa. La viticoltura in Svizzera si distingue per la sua varietà di terreni, un clima unico e una grande diversità di vitigni con molte varietà autoctone che si sono adattate perfettamente al territorio alpino.

## Storia
La viticoltura in Svizzera ha origini antiche, risalenti all'epoca romana, quando i coloni romani introdussero la coltivazione della vite. Tuttavia, la viticoltura si sviluppò in modo significativo a partire dal Medioevo con la diffusione del vino nella vita religiosa e sociale. I monaci, in particolare, giocano un ruolo centrale nella diffusione della viticoltura migliorando le tecniche agricole e favorendo la crescita delle viti nelle regioni montane. Nel corso dei secoli la viticoltura svizzera ha continuato ad evolversi sebbene la produzione di vino fosse sempre stata limitata per via delle difficoltà legate al terreno e al clima.
Nel XX secolo la viticoltura svizzera ha vissuto un periodo di crescita grazie anche a una maggiore attenzione alla qualità dei vini e all'introduzione di pratiche enologiche moderne. Negli ultimi decenni la Svizzera ha acquisito una reputazione crescente per la qualità dei suoi vini, anche se la maggior parte della produzione viene ancora consumata localmente rendendo la Svizzera uno dei più grandi consumatori di vino pro capite al mondo.

## Clima
Il clima svizzero, pur essendo in gran parte alpino, offre una varietà di microclimi favorevoli alla viticoltura. Le diverse regioni vinicole della Svizzera godono di un clima temperato con influenze sia continentali che mediterranee, a seconda della posizione. Le zone più meridionali, come il Ticino e le valli del Vaud, sono influenzate da un clima più caldo e soleggiato ideale per la coltivazione della vite. Al contrario, nelle regioni più settentrionali e montuose il clima può essere più fresco e rigido, ma le viti sono piantate su terreni che permettono loro di sopportare le temperature basse e l'altitudine.
Le caratteristiche del clima svizzero sono condizionate anche dalla presenza di laghi, come il Lago di Ginevra e il Lago di Zurigo, che aiutano a moderare le temperature e a prolungare la stagione di crescita delle viti. L'influenza di correnti d'aria calda provenienti dal sud e l'esposizione alle montagne garantiscono una protezione naturale contro le gelate tardive.

## Regioni vitivinicole
La Svizzera è divisa in diverse regioni vitivinicole, ognuna con caratteristiche climatiche e geografiche uniche. Le principali regioni viticole della Svizzera sono:
- Svizzera romanda, che comprende le regioni del Vaud, del Vallese e del Giura. Il Vallese, in particolare, è noto per la sua viticoltura dove si coltivano alcune delle varietà autoctone più importanti come il Cornalin e il Humagne[4].
- Svizzera tedesca, con la regione vitivinicola di Zurigo tra le principali, ha un clima che varia dal continentale al clima temperato. Le viti qui sono coltivate principalmente lungo i fiumi e nelle colline circostanti[5].
- Ticino, dove la viticoltura è influenzata dal clima mediterraneo e rappresenta la principale area vinicola di lingua italiana della Svizzera. I vitigni più diffusi in questa regione sono il Merlot e lo Chardonnay[4].
- Grigioni, famosa per la sua viticoltura che, pur essendo più ridotta rispetto alle altre aree, offre vini di alta qualità tra cui varietà come lo Chardonnay e il Pinot nero[6].

|  |  |  |

## Vitigni
La Svizzera è rinomata per la coltivazione di varietà autoctone che si sono adattate alle condizioni climatiche e geografiche del paese. Alcuni dei principali vitigni autoctoni includono:
- Chasselas, una delle varietà più famose in Svizzera, in particolare nel Vaud e nel Vallese. È utilizzata per produrre vini bianchi freschi e minerali[4].
- Cornalin, un vitigno autoctono del Vallese che produce vini rossi eleganti con note fruttate e speziate[4].
- Humagne: Un altro vitigno tipico del Vallese utilizzato per produrre vini rossi ricchi e strutturati[6].

Inoltre, la Svizzera coltiva anche vitigni internazionali come Pinot nero, Merlot, Chardonnay e Syrah che sono adattati ai vari climi delle regioni viticole.

## Vini
I vini svizzeri sono molto apprezzati per la loro qualità, sebbene gran parte della produzione venga consumata localmente. Tra i vini più noti ci sono:
- Vini bianchi, con il Chasselas come vitigno bianco più rappresentato, particolarmente famoso nella regione del Vaud e viene spesso utilizzato per produrre vini freschi, minerali e con una buona acidità. In Ticino, lo Chardonnay è un'altra varietà importante.
- Vini rossi, con Il Pinot nero come vitigno rosso più diffuso in Svizzera e una presenza significativa nelle regioni di Zurigo e dei Grigioni. Il Merlot è il vitigno rosso principale in Ticino noto per i suoi vini morbidi e fruttati[3].
- Vini rosé e spumanti, con i rosé spesso a base di Pinot nero e spumanti prodotti secondo il metodo tradizionale[4].

## Normative
La viticoltura in Svizzera è regolamentata da normative che mirano a tutelare la qualità dei vini e a garantire la sostenibilità della produzione. Le normative includono la definizione di denominazioni di origine controllata (DOC) e la protezione delle varietà autoctone. Ogni regione vitivinicola è soggetta a regolamenti specifici, che includono restrizioni sulla densità di piantagione, le pratiche di vinificazione e l'uso di pesticidi.
Inoltre, la Svizzera ha adottato pratiche agricole sostenibili favorendo l'uso di tecniche biologiche e biodinamiche, con molte aziende vinicole che si impegnano per ridurre l'impatto ambientale e promuovere la biodiversità.